# コーブ・エルジェーベト
コーブ・エルジェーベト（Korb Erzsébet、1899年5月22日 - 1925年10月17日）はハンガリーの女性画家である。象徴主義のスタイルの作品を描いたが26歳で病死した。

## 略歴
ブダペストで建築家の娘に生まれた。1917年から1919年の間、ブダペストの美術学校(後のハンガリー芸術大学)でレティ・イシュトバーン(Réti István: 1872-1945)と グラーツ・オスカール(Glatz Oszkár:1872-1958)に学んだが卒業することはなかった。ハンガリーのモダニズムの画家、アバ＝ノヴァク・ヴィルモス(Aba-Novák Vilmos: 1894-1941)やパーコ・カーロイ(Patkó Károly: 1895-1941)と活動した。1920年にルター派教会から、カトリックに改宗し、1924年にイタリアに留学したが、1925年10月に癌で病死した。26歳であった。

## 作品

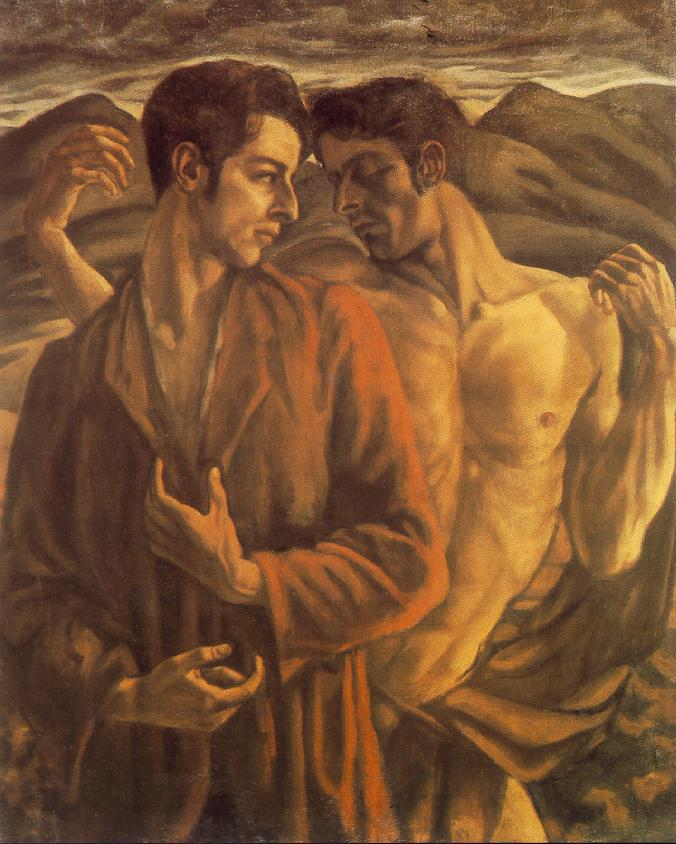
親友 (c.1921)、個人蔵
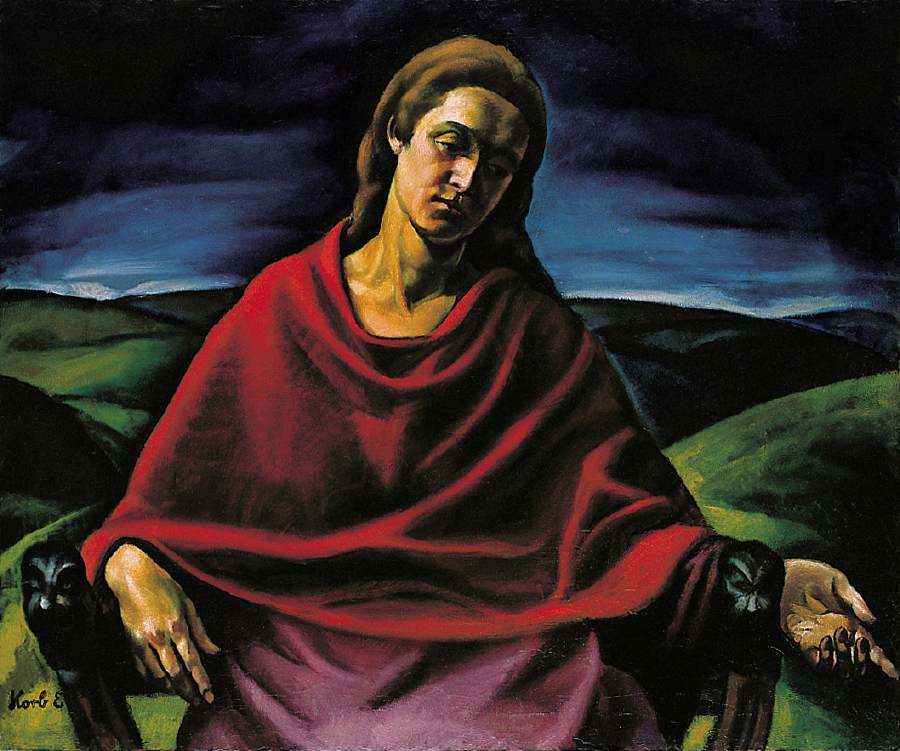
座る女性 (c.1921)、個人蔵
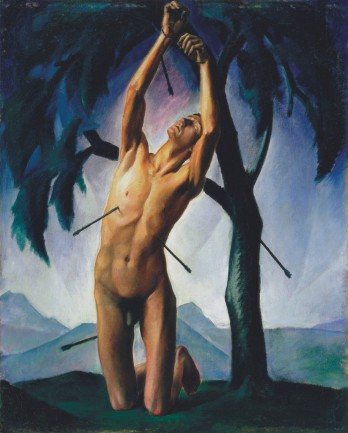
聖セバスティアヌス (c.1921)、個人蔵
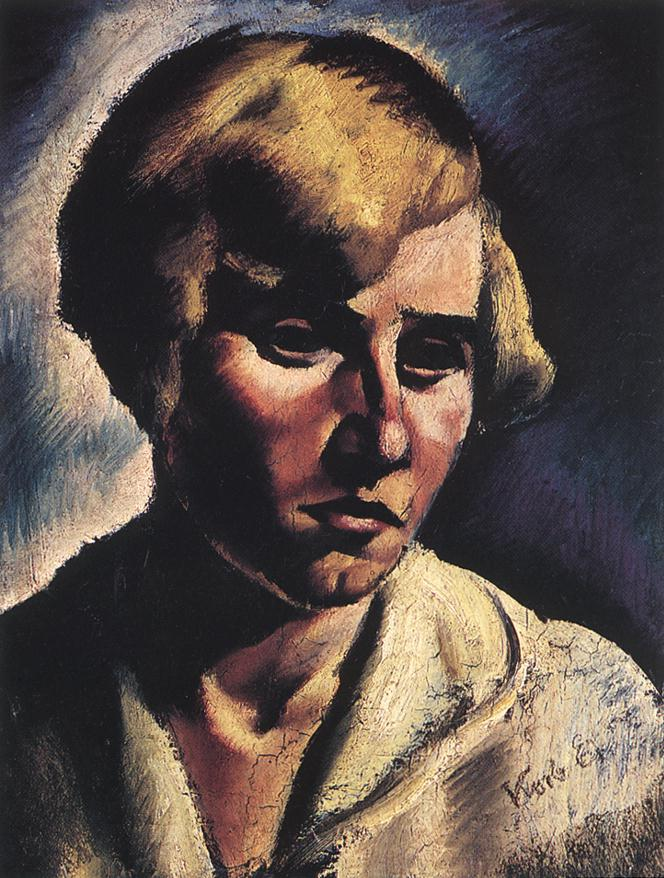
女性像 (c.1921)、個人蔵
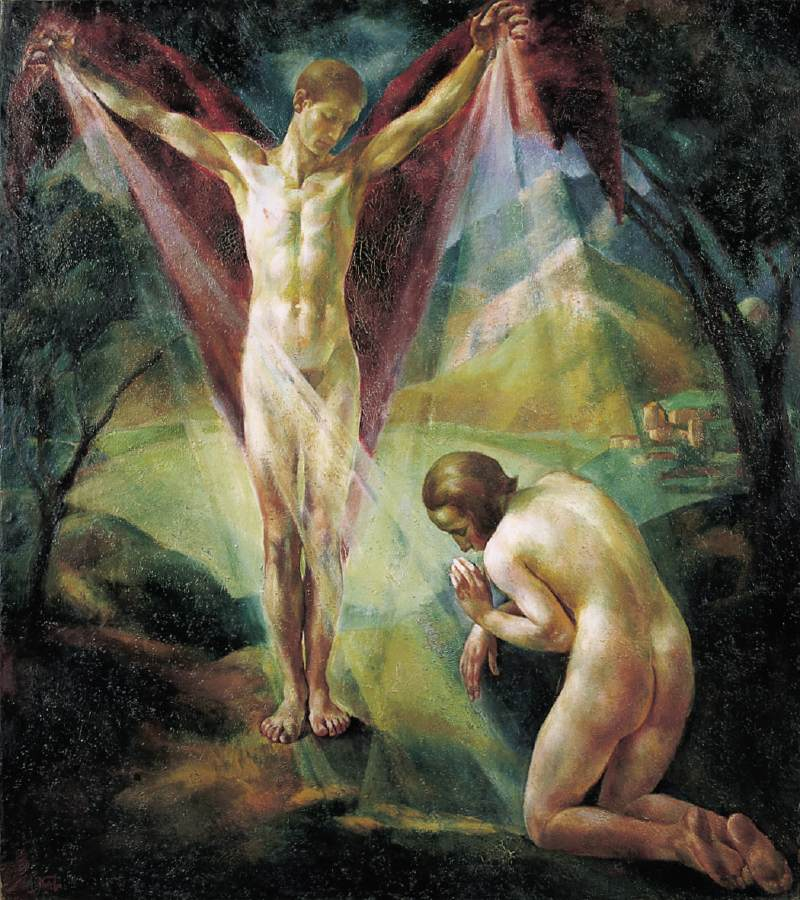
「啓示」(1923) ハンガリー国立美術館蔵
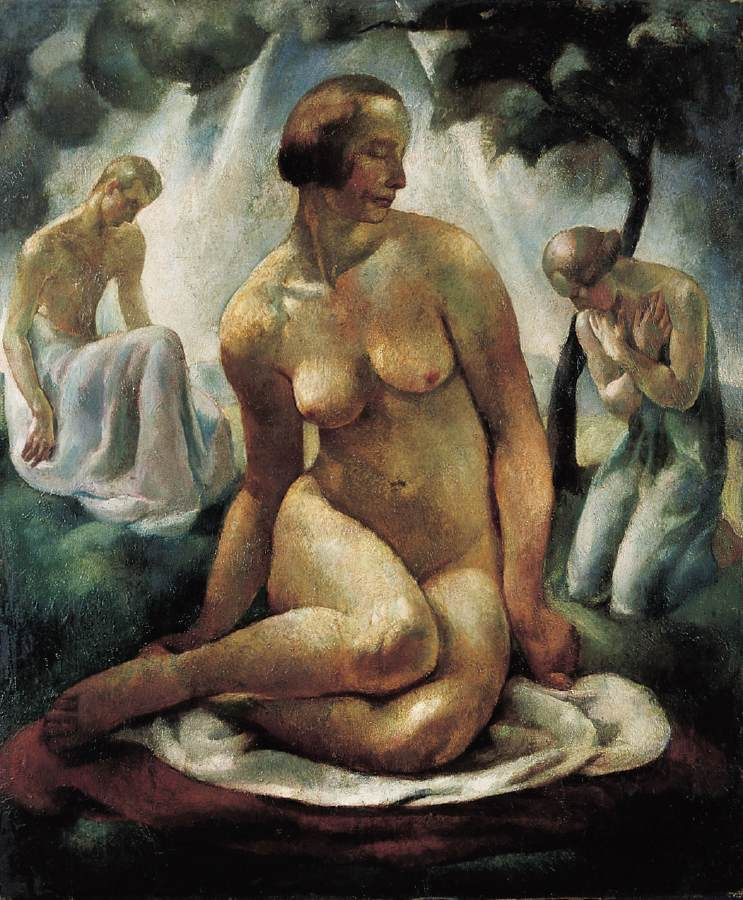
「崇拝」(1923) ハンガリー国立美術館 蔵